# Municipalità locale di Emthanjeni
Emthanjeni è una municipalità locale (in inglese Emthanjeni Local Municipality) appartenente alla municipalità distrettuale di Pixley ka Seme della Provincia del Capo Settentrionale in Sudafrica. 
In base al censimento del 2001 la sua popolazione è di 35.547 abitanti.
La sede amministrativa e legislativa è la città di De Aar e il suo territorio si estende su una superficie di 11.390 km² ed è suddiviso in 7 circoscrizioni elettorali (wards). Il suo codice di distretto è NC073.

## Geografia fisica

### Confini
La municipalità locale di Emthanjeni confina a nord, con il District Management Areas NCDMA07, a est con quelle di Inxuba Yethemba (Chris Hani/Provincia del Capo Orientale), Renosterberg e Umsombomvu, a sud con quella di Ubuntu e a ovest con quella di Kareeberg.

### Città e comuni
- Barcelona
- Britstown
- De Aar
- Hanover
- Happy Valley
- Kareenville
- Leeuwenhof
- Louisville
- New Bright
- Mziwabantu
- Nompumelelo
- Nonzwakazi
- Proteaville
- Rantsig
- Sunrise
- Waterdale

### Fiumi
- Brak
- Elandsfontein
- Elandskloof
- Groen
- Hondeblafspruit
- Klein Seekoei
- Noupoortspruit
- Ongers
- Seekoei

### Dighe
- Kriegerspoort Dam
- Smartt Syndrate Dam